# Route nationale 87
Die N87 war eine französische Nationalstraße, die 1824 zwischen Remoulins und der N9 nördlich von Pézenas festgelegt wurde. Sie geht auf die Route impériale 105 zurück. Ihre Länge betrug 117 Kilometer. Der Bau des Aérodrome de Nîmes-Courbessac führte zu einer Verlegung der einst an der Stelle geradlinigen Straße auf eine nördlichere Trassierung um den Flugplatz herum. 1949 wurde sie zwischen der N86 und N113 aufgeteilt. Seit 1978 wird die Nummer für die Südumgehung von Grenoble (1968–1978 als U2) verwendet. Sie verbindet dabei die A41 mit der Westumgehung, die als A480 die A48 und A51 verbindet.